# بات كان
بات كان (بالإنجليزية: Pat Kane)‏ هو صحفي بريطاني، ولد في 10 مارس 1964.

## وصلات خارجية
- بات كان على موقع ميوزك برينز (الإنجليزية)
- بات كان على موقع أول ميوزيك (الإنجليزية)
- بات كان على موقع أول ميوزيك (الإنجليزية)
- بات كان على موقع ديسكوغز (الإنجليزية)